# Sacco di Roma (1084)

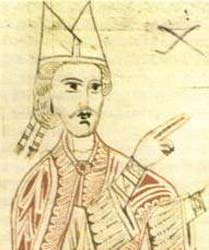
Papa Gregorio VII.

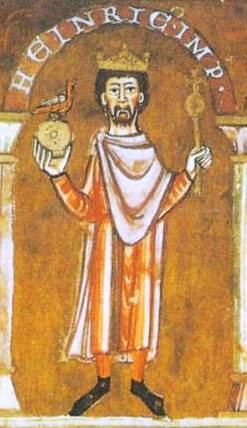
Enrico IV Imperatore.

Il sacco di Roma del 1084 è uno degli episodi più cruenti della lotta per le investiture, che contrappose il Papato ed il Sacro Romano Impero tra XI e XII secolo, ed ebbe forse il suo culmine durante i regni di papa Gregorio VII e di Enrico IV di Franconia.

## Quadro storico
Nel 1075 Enrico IV di Franconia, Duca di Baviera e Re dei Romani, decise di nominare a sua discrezione il vescovo di Milano, scatenando la reazione del papa Gregorio VII, che nel febbraio del 1076 emise ai danni dell'imperatore un decreto di scomunica e di decadenza dal trono regale. Enrico, temendo per la stabilità del proprio regno, preferì sottoporsi alla celebre umiliazione di Canossa del 1077 per ottenere il perdono papale e la revoca dei decreti in suo danno.
Questo episodio non mise fine alla disputa, che anzi si aggravò quando Gregorio VII favorì l'elezione di un altro re in Germania, Rodolfo di Svevia, mentre Enrico elesse un antipapa col nome di Clemente III.
Infine, favorito anche dalla morte di Rodolfo dopo la battaglia di Hohenmölsen (novembre del 1080), Enrico IV decise di risolvere le sue questioni con il papato con un atto di forza e nel 1083 occupò Roma, costringendo Gregorio VII a rifugiarsi a Castel Sant'Angelo.

## Il sacco
Dopo alcuni mesi di assedio e di trattative infruttuose, il papa chiamò in soccorso i normanni di Roberto il Guiscardo, che il 21 maggio 1084 riuscirono, dopo aver percorso la via Appia, a superare le mura aureliane e passando per San Giovanni percorsero la strada che dal Celio conduce verso la via Labicana e da qui direttamente al Colosseo. Tale strada tuttora ha il nome di Via dei Normanni. Dopo tre giorni di furibondi combattimenti contro le truppe di Enrico IV che assediavano il Papa rinchiuso e protetto dalle forze romane a lui fedeli, il Guiscardo con il suo agguerrito esercito di 36 000 uomini ed una forte cavalleria, sconfisse pesantemente le truppe tedesche che si ritirarono. 
Dopo aver liberato il papa, le truppe normanne dettero inizio a devastazioni selvagge e saccheggio sfrenato della città. Tutta Roma fu depredata, ma in particolare fu colpita la zona tra il Colosseo, l'Aventino, il Laterano e l'Esquilino e furono saccheggiate e distrutte le basiliche di San Clemente, dei Santi Quattro Coronati e dei Santi Giovanni e Paolo. 
Tutta quella zona di Roma, a seguito del sacco, rimase disabitata, perché la popolazione preferì concentrarsi nell'ansa del Tevere, più vicina alla fortezza della Mole Adriana e alla cittadella del Vaticano; questo evento pose le basi per il progressivo isolamento del Laterano dal nucleo urbano di Roma e per lo spostamento della sede papale al Vaticano, che sarà definitivo dopo la fine della cattività avignonese.
Gregorio VII non trasse alcun beneficio dall'intervento dei normanni, se non la sua salvezza personale; al contrario fu costretto alla fuga dalla popolazione inferocita e si ritirò in esilio a Salerno, dove morì nel 1085.